# جنادة (اسم)
جنادة هو اسم علم مذكر من أصل عربي، ومعناه هو عون، وأنصار، وعسكر.

## شخصيات تحمل الاسم
- جنادة الأزدي
- جنادة بن أبي أمية
- جنادة بن جراد
- جنادة بن زيد الحارثي
- جنادة بن سفيان
- جنادة بن عبد الله
- جنادة بن كعب الأنصاري

## وصلات خارجية
- موسوعة السلطان قابوس لأسماء العرب نسخة محفوظة 5 أبريل 2019 على موقع واي باك مشين.